# Saint-Ouen-la-Rouërie

Saint-Ouen-la-Rouërie este o comună în departamentul Ille-et-Vilaine, Franța. În 1 ianuarie 2018 avea o populație de 834 de locuitori.